# Battaglione alpini "Spluga"
Il Battaglione alpini "Spluga" era un reparto alpino dell'Esercito Italiano costituito agli inizi del 1916 con il passaggio delle compagnie 88ª e la 104ª di milizia mobile dal Battaglione alpini "Morbegno". Più avanti nel conflitto bellico che fu la prima guerra mondiale, venne aggiunta la 136ª Compagnia e una compagnia mitragliatrici.
Partecipa alla battaglia dell'Ortigara,

## Storia
Le compagnie 88ª e 104ª (reclute della classe 1895, riformati ed inabili richiamati) furono formate a Morbegno nel gennaio 1915 inquadrate nel 5º Reggimento alpini. A fine febbraio 1915, l'88ª Compagnia è inviata a Mortirolo e la 104ª a Temù in Val Camonica preso le rispettive compagnie organiche. Comandanti erano Cap. Saporetti per la 88ª e Cap. Gioda per la 104ª.
Dopo qualche mese, entrambe le compagnie sono inviate in Val Caffaro e più precisamente la 88ª è inviata a Bagolino e la 104ª a Valle Dorizzo per completare l'istruzione e la preparazione militare.
I primi di maggio le due compagnie sono dislocate sotto Passo delle Cornelle, con posti permanenti al Passo Brealone e Passo Bruffione.
Alla dichiarazione di guerra, nella notte tra il 23 e 24 maggio, le due compagnie valicano il confine e occupano punti strategici in previsione dell'operazione di conquista di Monte Pissola. L'operazione è portata a termine nel giugno 1915 dalla 88ª mentre la 104° fiancheggia con pattugliamenti. A luglio la 104ª subisce ma respinge attacchi austriaci sui posti avanzati italiani.
Lasciato le posizioni alla fanteria, le due compagnie sono inviate a difesa del Passo Serosine, Monte Listino, Passo del Termine, Cima Marese, Costone Lavaneca, Passo del Gello e alcune cime che fronteggiano la Val Daone.
Nell'autunno del 1915 doveva avere luogo l'azione di conquista del Dosso dei Morti (posizione austriaca protetta dai forti di Lardaro) ma le abbondanti nevicate impedirono l'operazione. Quindi le compagnie passarono il rigido inverno tra il 1915 e 1916 su quelle posizioni, subendo perdite soprattutto per il freddo.
Prima dell'inizio della primavera del 1916 le due compagnie 88ª e 104ª, fino a quel momento ancora parte del Battaglione "Morbegno", sono inviate a Traona per la costituzione del Battaglione alpini "Spluga", ma dopo solo una decina di giorni di sistemazione, le due compagnie, insieme alla 105ª dell'Edolo formano un Battaglione misto e sono inviate per il Passo dell'Aprica e Passo del Tonale a presidio della "Ridotta Garibaldina" e delle diverse quote che dominano gli accessi al Passo Tonale medesimo.
Su queste posizioni, tenute per circa quaranta giorni, le due compagnie che andranno a costituire il Battaglione "Monte Spluga" vedono le file assottigliarsi a poco a poco per scontri e bombardamenti.
A Primavera del 1916, la 88ª e 104ª scendono a Edolo e, per ferrovia, sono inviate a Cividale, da dove proseguono per Caporetto e quindi al Monte Nero.

## Sul Monte Nero
Viene loro assegnato la pericolosissima posizione del Vursic. È qui che nell'Aprile del 1916 cade il primo ufficiale della 104ª Compagnia Tenente Manlio De Faccio. È qui dove le due compagnie subiscono forti perdite soprattutto a causa del bombardamento quotidiano fatto dall'Iavorcek, dallo Smogar Planina ecc.
Logorate, le compagnie 88ª e 104ª sono sostituite da altri reparti e fatte scendere a Drežniške Ravne e Za Kraju (sotto l'Iavorcek), in attesa della 136ª Compagnia partita da Morbegno. Nel frattempo il Battaglione Spluga provvede al traino di cannoni a Za Kraju e al rifornimento di materiali e viveri per i battaglioni che si trovano in prima linea.
Giunta che fu la 136ª Compagnia con una Compagnia Mitragliatrice e col Comando di Battaglione (Ten.Col, Adami), lo Spluga dà il cambio ad altri reparti ed è disposto sul massiccio del Monte Nero come segue: 104ª sulla Colletta Vallero, 136ª e Mitragliatrici al Potoce cioè i posti avanzati sotto il Lipnik occupato dagli austriaci e la 88ª e Comando Battaglione all Punta de Faccio e Colletta Besozzi fin sotto la vetta del Monte Nero.
Le perdite furono subite soprattutto durante i bombardamenti a seguito della dichiarazione di guerra della Romania (27 agosto 1916), durante la riconquista del cocuzzolo Vursic, perduto da altro reparto e operato dalle 104ª e 88ª compagnia ed alla morte dell'imperatore Francesco Giuseppe a cui seguì un intenso bombardamento.
Poi incominciò l'inverno, rigidissimo, e che il Battaglione Spluga passò con momenti assai penosi, non potendo sempre ricevere il vitto, isolato da valanghe e tormente di neve.
Nella primavera del 1917 il Battaglione Monte Spluga lascia Monte Nero, ed a tappe è avviato nell'Udinese, precisamente a Treppo Grande per un periodo di riposo di qualche mese che rimette in efficienza tutte le Compagnie.
Destinato su altro fronte, lo Spluga, in preparazione dell'attacco all'Ortigara è avviato in Trentino.

## L'Ortigara
Sceso a Primolano (frazione di Cismon del Grappa, il Battaglione è condotto per Enego – Passo Stretto, avviato a Malga Fossetta (Campomulo) per poi dare il cambio ad altri reparti a Monte Forno attestandosi in fragilissime trincee di neve. Su questa posizione è colpito a morte il Cap. Mario Zandrino, comandante della 88ª Compagnia.
Nel giugno 1917 il reparto, con altri, è accostato a Cima Caldiera e Campanaro, per l'azione dell'Ortigara. L'uscita dalle trincee capita proprio all'alba e incomincia il massacro dei componenti il Battaglione. Solo pochi dello Spluga raggiungono le quote 2101 e 2105 dell'Ortigara e proseguono per il Castelnuovo. Ma ritornano subito sotto le quote 2101 e 2105 per apprestarsi a dare il cambio ad altri reparti durante la notte. Mentre i superstiti dello Spluga sono a procedere al cambio e ancora confusi con altri reparti, nella notte tra il 10 e 11 giugno è sferrato il terribile attacco austriaco che tenta di ributtare gli Alpini dalle insanguinate quote dell'Ortigara. Il corpo a corpo fu feroce. "La vera parola di quella notte è carneficina".
I pochi Alpini superstiti si trovarono tra due trincee di morti e feriti. All'alba solo qualche mitraglia (dalle ottanta circa attive nella notte) era ancora attiva.
Del Battaglione Monte Spluga solo 2 ufficiali e una trentina di Alpini ritornarono dall'Ortigara con mezzi propri; il resto rimase, morto o ferito, sulle pendici del monte insanguinato. Il Comandante del Battaglione Magg. Gino Piazza fu gravemente ferito con pugnalate alla testa.
Ridotto ad un plotone, il Battaglione è tolto dalla linea e inviato sul rovescio della Caldiera, rifornito di complementi, ufficiali e il Cap. Alfredo Battaglia assume il comando del Battaglione Monte Spluga.
Dopo solo qualche giorno di sistemazione, il Battaglione è nuovamente chiamato a riprendere l'azione dell'Ortigara con nuove abbondanti perdite che lo riducono abbastanza male.
Cessata l'azione dell'Ortigara, il Battaglione è sul rovescio della Caldiera e si procede alla sistemazione dei suoi scossi reparti, per ritornare dopo breve tempo di riposo, alla occupazione della prima linea, nel tratto da Monte Lozze alla Caldiera.

## Durante la Battaglia di Caporetto
Il Battaglione Monte Spluga è ancora su queste posizioni quando i suoi alpini apprendono quanto succede a Tolmino e Plezzo (Battaglia di Caporetto). È dato l'ordine di ripiegare su posizioni arretrate, e lo Spluga, dopo essersi fermato in appoggio alle retroguardie lungo la Val Frenzela - Foza, scende a Valstagna da dove prosegue per Rivalta (destra del Brenta) sotto il Monte Spitz. Il Battaglione si sistema a difesa sulle nuove posizioni da Stretta di S.Marino a scendere sul Brenta.